# 앨런 볼 (각본가)
앨런 볼(영어: Alan Ball, 1957년 5월 13일 ~ )은 미국의 각본가이자 영화 감독 · 프로듀서이다. 영화 《아메리칸 뷰티》와 TV 드라마 《트루 블러드》의 각본을 써 이름을 알렸다. TV 시리즈 《식스 핏 언더》를 제작하기도 했다.
조지아주의 매리에타에서 태어나 조지아 대학교와 플로리다 주립 대학교에서 연극예술을 전공했고, 1980년 졸업했다.